# Daniel de la Vega (director de cine argentino)
Daniel de la Vega (Buenos Aires, 20 de junio de 1972) es un actor, director y guionista de cine argentino. Ha desempeñado distintas funciones relativas a la producción fílmica y televisiva.

## Actividad profesional
Después de egresar de la escuela de cine del Instituto Nacional de Cine y Artes Audiovisuales trabajó como camarógrafo, asistente de dirección, guionista, director y productor, tanto en el campo del cine publicitario como en el de la televisión y el cine comercial.

## Televisión
actor
- Dos por una mentira (miniserie, 2013)
  - episodio Desde el infierno...Ventrílocuo 2

asistente de dirección
- El signo (miniserie, 1997) ( 2 episodios)

## Filmografía
Camarógrafo
- Ecuación, los malditos de Dios  (2016)
- Ataúd blanco  (2016)
- Hotel Infierno  (2015)
- La Sangre del Gallo  (2015)
- Socios por accidente  (2014)
- Necrofobia  (2014)
- Hermanos de sangre  (2013)
- Diablo  (2013)
- La muerte conoce tu nombre  (2007)
- Devorador de sueños o Jennifer's Shadow (2004)
- El martillo: Crónica de un mito]]  (2003) (Cortometraje documental)
- Insanity  (2002) (cortometraje)
- The Rat]]  (1999) (cortometraje)
- The Bunny  (1999)  (cortometraje)

asistente de cámara
- Ciudadano Piria  (2015) (documental)

director de cámara
- El maldito oeste  (2007)

actor
- 2/11: Día de los Muertos  (2012)…Daniel agente de policía 2
- Plaga zombie: Zona mutante - Revolución tóxica  (2011)…Guerrero del Este
- Incidente  (2010)…Fernando Galvan
- Sudor frío  (2010)…Baxter treintañero
- Masacre esta noche  (2009)…Alonso
- El club de la muerte  (2008)…Matón
- Sed  (2004)                               Video)
- TL-1 Mi reino por un platillo volador  (2004)
- The Flying Saucers and Me (cortometraje, 2003)
- Plaga zombie: Zona mutante  (2001)

director
- El último hereje (2022)
- Al tercer día  (2021)
- Soy tóxico  (2018)
- Punto muerto  (2018)
- Ataúd blanco  (2016)
- Necrofobia  (2014)
- Hermanos de sangre  (2013)
- La muerte conoce tu nombre  (2007)
- Devorador de sueños  (2004)
- El martillo: Crónica de un mito (cortometraje documental, 2003)
- La última cena (cortometraje, 1999)
- Sueño profundo (cortometraje, 1997)

producción
- Al tercer día  (2021)
- Plaga zombie: Zona mutante - Revolución tóxica  (2011) (productor ejecutivo)
- Necrofobia  (2014)
- Hermanos de sangre  (2013)
- La muerte conoce tu nombre  (2007)
- Doble filo  (2006) (productor asociado)
- El martillo: Crónica de un mito (cortometraje documental, 2003) (coproductor)
- La última cena (cortometraje, 1999)

guionista
- Soy tóxico  (2018)
- Punto muerto  (2018)
- Necrofobia  (2014)
- Devorador de sueños  (2004)
- La última cena (cortometraje, 1999)
- Sueño profundo (cortometraje, 1997)

editor
- Al tercer día  (2021)
- Ataúd blanco  (2016)
- Necrofobia  (2014)
- Hermanos de sangre  (2013)
- La muerte conoce tu nombre  (2007)
- El martillo: Crónica de un mito (cortometraje documental, 2003)

director de la segunda unidad
- Alter Ego  (2021)
- 2/11: Día de los Muertos  (2012)

efectos especiales y dirección de arte
- La última cena (cortometraje, 1999)
- Sueño profundo (cortometraje, 1997)

investigación
- El martillo: Crónica de un mito (cortometraje documental, 2003)

## Premios y nominaciones
Festival de cine fantástico de Sitges
- El martillo: Crónica de un mito ganadora del Premio al Mejor Cortometraje

Asociación de Cronistas Cinematográficos de la Argentina Premios Cóndor de Plata 2017
- Daniel de la Vega  nominado al Premio al Mejor Montaje por Ataúd blanco

Festival Buenos Aires Rojo Sangre 2016
- Daniel de la Vega  ganador del Premio al Mejor Director en la competencia internacional por  Ataúd blanco

Festival Internacional de Cine de Mar del Plata 2012
- Hermanos de sangre ganadora del Premio a la Mejor Película en la competición argentina.

Premios Tabloid Witch 2007
- Daniel de la Vega ganador del Premio al Mejor Largometraje de Horror compartido con Demián Rugna por La muerte conoce tu nombre